# Ilan Mitchell-Smith

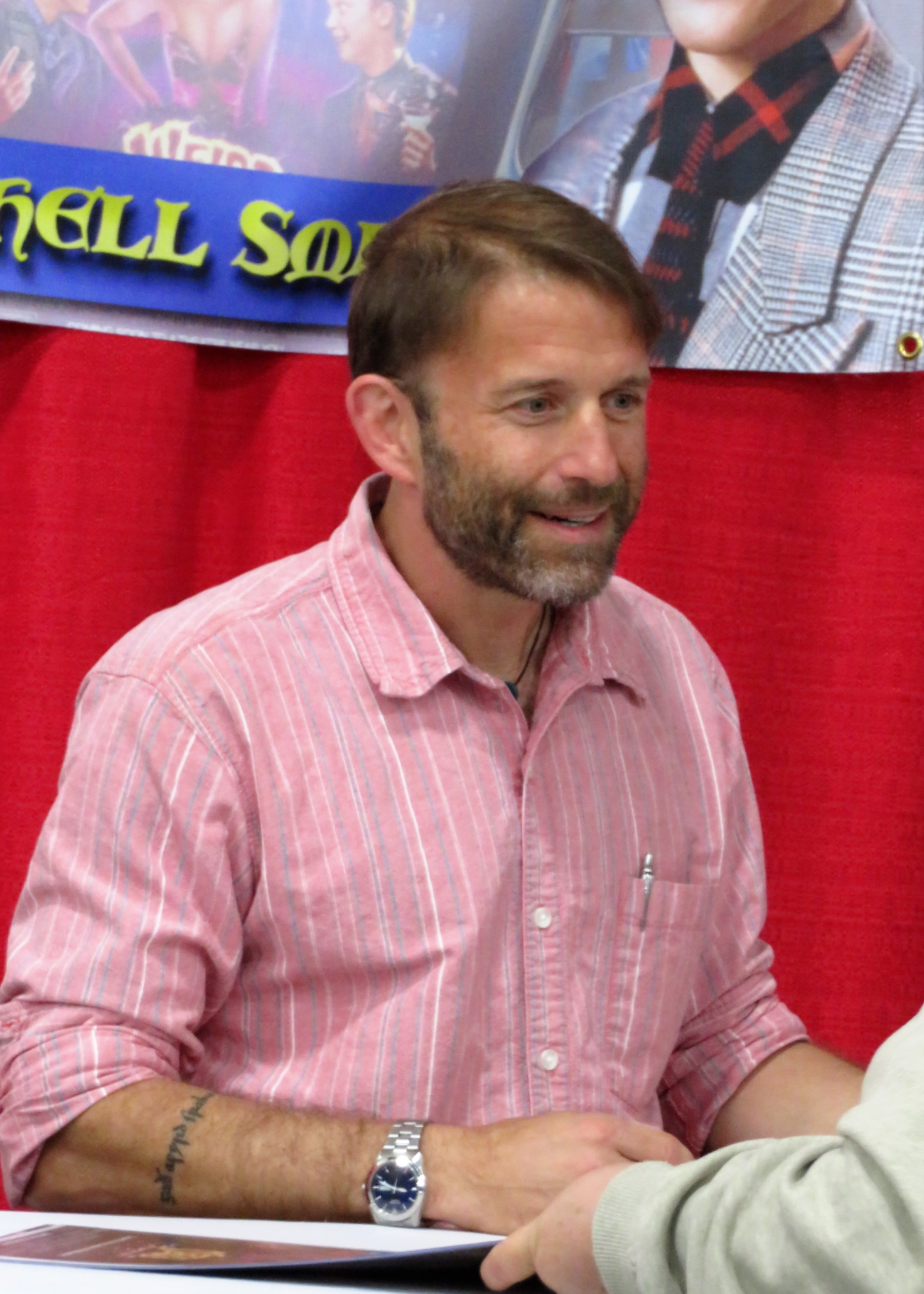
Ilan Mitchell-Smith (2017)

Ilan Mitchell-Smith (* 29. Juni 1969 in New York City) ist ein US-amerikanischer Schauspieler, Balletttänzer und Professor.

## Leben
Ilan Mitchell-Smith nahm zehn Jahre Ballettunterricht. Während eines Auftrittes an seiner Ballettschule wurde er von einem Regisseur und Drehbuchautor entdeckt, der ihn bat, für den Film Daniel von Sidney Lumet vorzuspielen und Mitchell-Smith erhielt die Rolle des jungen Daniel. Im gleichen Jahr wurde der Film im US-Fernsehen ausgestrahlt. Nach mehreren kleineren TV-Auftritten bekam er 1985 eine Filmrolle in der John Hughes-Fantasykomödie L.I.S.A. – Der helle Wahnsinn, seinem erfolgreichsten Film. Im gleichen Jahr spielte er in einer Episode Des Entzerrers (US-Serie). Der Film floppte und wurde erst drei Jahre später ausgestrahlt. In Der Schokoladenkrieg, einem Film von Keith Gordon, spielte Mitchell-Smith die Rolle von Jerry Renault, einem Schüler an einer katholischen High School, der von seinen Mitschülern abgelehnt wird. 1989 spielte er in der Fernseh-Reihe Superboy die Rolle des Andy McAllister. Eine Rückkehr ins Showgeschäft misslang, da auch Folgeprojekte floppten. 
Mitchell-Smith studierte Mittelalterwissenschaften. An der UC Davis erlangte er seinen Bachelor-Grad, an der Fordham University seinen Master, jeweils in Medieval Studies. Später war er Professor an der Angelo State University. 2005 erlangte er seinen Ph.D. an der Texas A&M University  und wurde anschließend Associate Professor am English department der California State University, Long Beach (CSULB). Er forscht vorrangig zur englischsprachigen mittelalterlichen Ritterliteratur, zur Alt- und Mittelenglischen Sprache sowie der modernen Rezeption des Mittelalters in Film, Fernsehen und Computerspielen in den USA. Mittlerweile ist Mitchell-Smith Co-Direktor des Center for Medieval and Renaissance Studies der CSULB.

## Filmografie
- 1983: Daniel
- 1984: Wild Life (The Wild Life)
- 1984: How to Be a Perfect Person in Just Three Days (Fernsehfilm)
- 1985: L.I.S.A. – Der helle Wahnsinn (Weird Science)
- 1985: Der Equalizer (The Equalizer, Fernsehserie, Folge 1x06)
- 1988: Die Reise zum Mittelpunkt der Erde (Journey to the Center of the Earth)
- 1988: The Chocolate War
- 1989: Identity Crisis
- 1989–1991: Superboy (Fernsehserie, 27 Folgen)
- 1991: Palm Beach-Duo (Silk Stalkings, Fernsehserie, Folge 1x05)
- 2015: Axe Cop (Fernsehserie, Folge 2x02)
- 2017: Die Goldbergs (The Goldbergs, Fernsehserie, Folge 5x01)